# Werner Goldberg
Pour les articles homonymes, voir Goldberg.
Werner Goldberg (né le 9 février 1919 à Berlin et mort dans cette même ville le 28 septembre 2004) est un Allemand qui a brièvement servi comme soldat pendant la Seconde Guerre mondiale.
Sa photographie est apparue en 1939 dans le Berliner Tageblatt comme « Le soldat allemand idéal » et a ensuite été utilisée dans des affiches de recrutement pour la Wehrmacht. Goldberg était néanmoins à moitié d'origine juive (Mischling dans la terminologie nazie). Lorsque cela fut découvert par les autorités quelques mois plus tard, il fut exclu de l'armée. 
Après guerre, il est élu à la Chambre des députés de Berlin.